# Великоборовицька сільська рада
Великоборовицька сільська́ ра́да — колишня адміністративно-територіальна одиниця та орган місцевого самоврядування в ліквідованому Білогірському районі Хмельницької області. Адміністративний центр — село Велика Боровиця. У 2020 році рада приєднана до складу Білогірської селищної громади.

## Основні дані
Великоборовицька сільська рада утворена в 1991 році.
- Населення сільської ради становить: 494 особи (2011)
- Територія сільської ради: 17,15 км²
- Середня щільність населення: 28,80 осіб/км²
- Загальна площа населених пунктів: 4,009 км²
- Середня щільність населення у населених пунктах: 123,22 осіб/км²

### Населення
Зміна чисельності населення за даними переписів і щорічних оцінок:
| Роки      | 1986 | 2001 | 2010 | 2011 |
| --------- | ---- | ---- | ---- | ---- |
| Населення | 700  | ▼607 | ▼514 | ▼494 |

## Населені пункти
Сільській раді підпорядковані населені пункти:
- с. Велика Боровиця
- с. Іванівка

## Господарська діяльність
Основним видом господарської діяльності населених пунктів сільської ради є сільськогосподарське виробництво. Воно складається із фермерського і індивідуальних господарств. Основним видом сільськогосподарської діяльності є вирощування зернових і технічних культур, виробництво м'ясо-молочної продукції; допоміжним — вирощування овочевих культур.
На території сільради працює один магазин, одна загально-освітня школа I–III ступеня на 250 учнів, одна школа-садок на 25 дітей, великоборовицьке поштове відділення, АТС, бібліотека, будинок культури, ФАП, церква.

## Автошляхи
Територією сільської ради, із півночі на південь проходить територіальний автомобільний шлях Мала Боровиця — Білогір'я (Т 2301).

## Річки
Територією сільської ради, із південного сходу на північний захід, протікає невеличка, безіменна річка (12 км), права притока річки Вілії.